# Șomcuta Mare
Șomcuta Mare (in Hongaars:  Nagysomkút) is een stad (oraș) in het Roemeense district Maramureș. De stad telt 7565 inwoners (2011).
Rond 1910 was de helft van de bevolking Hongaars. Uit die periode dateren de Hongaars Gereformeerde en de Rooms Katholieke Kerk. Na de overname van het gebied door de Roemenen in 1920 verlieten veel Hongaren de stad. In 2011 woonden er nog maar 111 Hongaren tegenover 2500 in 1910.

## Geboren in Nagysomkút
- Benjamin Ferencz (1920-2023), Amerikaans jurist van Zevenburgse afkomst